# ААССЕ
Атлетски савез малих земаља Европе или акр. скр. ААССЕ (енгл. Athletic Association of Small States of Europe, AASSE) је посебна атлетска организација која окупља мале европске земље. Савез су заједно основале делегације Кипра, Исланда, Лихтенштајна и Луксембурга и Конгресу Међународна асоцијација атлетских федерација (ИААФ) у Барселони 1989.
Савез је званично признат током Конгреса ИААФ у Венецији 1994, где је председник ЕАА Карл Олаф Комен постписао  Конституцију ААССЕ  заједно са представницима Андоре, Кипра, Исланда, Лихтенштајна, Луксембурга, Малте и Сан Марина.
Савез укључује све европске земље чланице („Европске микродржаве“) које имају мање од милион становника. Све Европске микродржаве су чланице Савеза, осим Ватикана, који не учествује у међународним спортским такмичењима.

## Чланови
|     | Земља       | члан од |
| --- | ----------- | ------- |
| 1.  | Андора      | Оснивач |
| 2.  | Кипар       | Оснивач |
| 3.  | Гибралтар   | 2015.   |
| 4.  | Исланд      | Оснивач |
| 5.  | Лихтенштајн | Оснивач |
| 6.  | Луксембург  | Оснивач |
| 7.  | Малта       | Оснивач |
| 8.  | Монако      | 2000.   |
| 9   | Сан Марино  | Оснивач |
| 10. | Црна Гора   | 2006.   |

## Такмичења
Државе ААССЕ су учествовале као комбиновани тим на Европском куп, који 2009. мења се у Европско екипно првенство На Првенству Андора, Кипар, Исланд, Луксембург и Црна Гора се такмиче самостално, а Сан Марино, Монацо и Лихтенштајн заједно као екипа ААССЕ.
Чланови ААССЕ такође учествују на Играма малих земаља Европе двогодишњем мулти-спортском такмичењау са дванаест мушких и женских спортова. Прве су одржане од 23. до 26. маја 1985. у Сан Марину. сада је одржано 16 Игара, последње опет у Сан Марину 2017, а следеће у Црној Гори 2019.